# Le Représentant en éléphants
Le Représentant en éléphants (The Man Who Traveled in Elephants) est une nouvelle de Robert A. Heinlein écrite en 1948 et parue pour la première fois dans le numéro d'octobre 1957 de Saturn Magazine (en). 

## Thème
Un retraité nostalgique se souvient de ses voyages en compagnie de son épouse décédée pour vendre des éléphants.

## Édition en français
- dans Bifrost spécial Heinlein, n°57, janvier 2010, traduction de Pierre-Paul Durastanti.